# Konkurent (poduzeće)
Konkurent, hrvatska tvrtka sa sjedištem u Sinju. 

## Osnovi podatci
Osnovna djelatnost je promet na veliko i malo, te proizvodnja kruha i peciva. Poslovanje je bilo organizirano je po radnim jedinicama veleprodaje, maloprodaje i pekare. Promet robe se obavljao na području općine Sinja u 75 prodavaonica, skladištu veleprodaje, a u pekari se proizvodio kruh i pekarsko pecivo. Koncem 1991. imao je 337 zaposlenih. Kao Društveno poduzeće "Konkurent" s p.o. bio je upisan 31. siječnja 1990. u registar Okružnog privrednog suda u Splitu. Sjedište je bilo u Sinju, Livanjska 1. Osnivačka skupština Konkurenta kao dioničkog poduzeća bila je 12. lipnja 1993. godine, definiranog kao poduzeća čija je glavna djelatnost trgovina na veliko i malo i proizvodnju kruha i peciva. Sjedište je bilo u Sinju, Splitska 1.:3. Ugovorom o pripajanju od 20. ožujka 2000. pripojen je poduzeću F.O.S.S. iz Velike Gorice.:4.